# ناحية دوير رسلان
ناحية دوير رسلان إحدى نواحي سوريا تتبع إداريّاً لمحافظة طرطوس منطقة دريكيش ومركزها بلدة دوير رسلان، بلغ تعداد سكان الناحية 13,704 نسمة حسب التعداد السكاني لعام 2004.

## بلدات وقرى ناحية دوير رسلان
بمنة، بيت الوقاف، بجنة الجرد، بنمرة، بستان الصوج، ديرونة، دوير رسلان، عين الذهب، حميص، حيلاتا، المعمورة، عوينات، قليعة، عين بالوج، عين دليمة، بمحصر، بشمشة، المحيلبة، بيت أبو سلامة، بيت الخدام، عين بستان، بويضة الزمام، بويضة الشيخ مسلم، بعلية، العقيبة.